# Respirační fenomény
Respirační fenomény (jinak zvané dýchací šelesty) v medicíně označuje poslechové fenomény plicního původu. Poslechový nález získáváme buď přímo (přiložením ucha na hrudní stěnu) nebo nepřímo (přiložením fonendoskopu). Pro relevantní poslechový nález je třeba, aby vyšetřovaný dýchal zhluboka a otevřenými ústy.

## Fyziologický nález
Jako fyziologické fenomény označujeme tzv. sklípkové a trubicové dýchání.

### Sklípkové dýchání
Sklípkové dýchání vzniká při průchodu vzduchu z průdušinek do plicních sklípků, kde dochází k víření a rozechvívání stěny sklípků. Podmínkou pro jeho vznik jsou průchodné dýchací cesty a volné sklípky. Aby bylo fyziologické, musí splňovat určitou intenzitu. Oslabené sklípkové dýchání může být i z fyziologických příčin u obézních osob.

### Trubicové dýchání
Trubicové dýchání vzniká rozkmitáním vzduchového sloupce v hrtanu a průdušnici při průchodu hlasovou štěrbinou a šíří se dál dýchacími cestami. Fyziologicky je slyšet pouze tam, kde nejsou rozepjaty plicní sklípky (které trubicové dýchání přehluší), tedy nad hrtanem, a průdušnicí.

## Vedlejší dýchací fenomény
Vedlejší dýchací fenomény vznikají za přítomnosti tekutého obsahu v plicích nebo při zúžení dýchacích cest. Jsou rozdělovány na tzv. suché chropy a vlhké chropy.

### Suché chropy
Jako suché chropy označujeme pískoty a vrzoty. Vznikají při zúžení velkých a středních průdušek rozechvěním vazkého obsahu lnoucího k jejich stěnám. Vyskytují se typicky u bronchiálního astmatu a chronické obstrukční plicní nemoci, ale také u zánětu průdušek.

### Vlhké chropy
Rozlišujeme chropy malých (chrůpky) a velkých (chropy) bublin. Ty dále rozdělujeme na přízvučné (tkáň kolem je nevzdušná) a nepřízvučné (tkáň kolem je vzdušná). Slyšíme je při zánětu průdušek a zápalu plic (přízvučné) nebo také u edému plic či bronchiektáziích.

## Krepitace
Krepitace (neboli crepitus, také třaskání) je slyšitelná při průniku vzduchu do kolabovaných sklípků. Vyskytuje se při zápalu plic, zejména na jeho začátku a konci, také při plicním infarktu a u tuberkulóze. Takzvané suché třaskání slyšíme při plicní fibróze.

## Stridor
Stridor je hvízdavý až sípavý fenomén provázející zúžení velkých dýchacích cest, tedy hrtanu a průdušnice. Můžeme ho pozorovat při nádechu i výdechu.

## Třecí pleurální šelest
Vzniká při tření vnitřní a vnější vrstvy pohrudnice, k čemuž dochází při jejím suchém zánětu. Připomíná zvuk vrzání při chůzi po sněhu.

## Hrudní hlas
Hrudní hlas posloucháme při fonaci, kdy jsou plíce rozechvívány specificky podle jejich stavu a poměrů v jejich okolí. Nad plicní tkání je hrudní hlas slyšet nejasně, oproti tomu nad dýchacími cestami, kde jinak slyšíme trubicovité dýchání, je slyšet zřetelněji. K zesílení hrudního hlasu dochází tam, kde je zvýšena vodivost plicní tkáně při jejím zahuštění. K tomu dochází při zápalu plic (tzv. pektorilokvie, kdy rozpoznáváme slova i při šepotu) nebo plicním infarktu. K oslabení naopak dochází nad hrudním výpotkem při pneumotoraxu, při nevzdušnosti plicní tkáně a při ztluštění pohrudnice.